# Comedown Machine
Comedown Machine – piąty album studyjny amerykańskiego zespołu The Strokes. Płyta ukazała się 26 marca 2013 roku. Jedynym singlem jest All the Time.

## Lista utworów
1. Tap Out - 3:42
2. All the Time - 3:01
3. One Way Trigger - 4:02
4. Welcome to Japan - 3:50
5. 80's Comedown Machine - 4:58
6. 50/50 - 2:42
7. Slow Animals - 4:20
8. Partners in Crime - 3:21
9. Chances - 3:36
10. Happy Ending - 2:52
11. Call It Fate, Call It Karma - 3:24

## Twórcy
- Julian Casablancas – wokal
- Albert Hammond, Jr. – gitara, klawisze
- Nick Valensi – gitara, klawisze, melotron
- Nikolai Fraiture – gitara basowa, kontrabas
- Fabrizio Moretti – perkusja
- Gus Oberg – producent, inżynier dźwięku
- Phil Joly – inżyniera dźwięku
- Dave Lutch – mastering